# Бекшани (Валча)
Бекшани (рум. Becșani) насеље је у Румунији у округу Валча у општини Фартацешти. Oпштина се налази на надморској висини од 299 m.

## Становништво
Према подацима из 2002. године у насељу је живело 135 становника, од којих су сви румунске националности.